# José Joaquín Casas
José Joaquín Casas Castañeda (Chiquinquirá, 23 de febrero de 1866-Bogotá, 8 de octubre de 1951) fue un político, escritor y educador colombiano.
En 1959, Jaime Leal González funda el Gimnasio José Joaquín Casas en honor a su nombre  

## Biografía
Hijo del educador y político Jesús Casas Rojas, y Clara Castañeda y Fajardo; realizó los primeros estudios en la ciudad de Chiquinquirá, en el Colegio Jesús, María y José que dirigía su padre.......
Contrajo matrimonio con Margarita Manrique. 
Casas falleció en Bogotá el 8 de octubre de 1951, siendo sepultado en el Cementerio Central de Bogotá.

## Cargos desempeñados
Casas fue político, escritor, educador, estadista, magistrado, diplomático, académico, historiador y orador.
En los cuatro años siguientes a su graduación como abogado, ejerció la magistratura como juez del crimen y juez de circuito. Fue elegido como ministro de Educación Nacional entre 1901 y 1903 por el presidente José Manuel Marroquín. Fue el fundador de la Academia Colombiana de Historia en el año 1902, de la Academia de Ciencias Físicas y Exactas, de la Academia de Educación, de la Academia Cervantina, de la Academia Caro y otras; Casas fue presidente de la Academia Colombiana de la Lengua y de la Academia Colombiana de Historia en varios períodos; también fue encargado por pocos días en los ministerios de Relaciones Exteriores y de Guerra; designado a la Presidencia de la República, senador y representante en el Congreso Nacional; magistrado y juez de la República, presidente del Consejo de Estado. 
La elección como designado para ejercer la Presidencia de la República, fue en 1924 por el Congreso Nacional y como tal tuvo la ocasión de presidir el Consejo de Estado. En este cargo estuvo hasta 1930. Durante toda su carrera política, lo hizo como integrante del Partido Conservador Colombiano.
En el último lustro del siglo XIX, Casas dirigió el Colegio de San Luis de Zipaquirá, restauró el Colegio de San Luis Gonzaga, fundó el Colegio El Salvador en Chía, y en Bogotá, el Liceo Pío X, que señala su afición docente.

## Obra literaria
De su obra literaria cabe mencionar el poema «Cristóbal Colón», publicado en 1892 en la conmemoración del cuarto centenario del descubrimiento de América. Ya desde 1888 había publicado otros poemas, señalando entre ellos «Canto a María» y los «Romances de Vieja Fabla». Posteriormente publicó numerosas obras, entre ellas: Crónicas de aldea, Los recuerdos de fiesta, Los cantos de la Patria Chica, Los poemas criollos, Las guayaberas, Poesías escogidas, Temas del Quijote, Escritos políticos, Cartas literarias y otros.

## Reconocimiento
El 19 de febrero de 1938, el Centro de Historia de Tunja le concedió la corona sublime de poeta; fue coronado en Tunja el 7 de agosto de 1939 en el Teatro Cultural. Los últimos años de su vida estuvieron consagrados plenamente a la vida académica y a la educación.